# Wim Hangard
Wilhelm Ludwig Theodoor (Wim) Hangard (Zeist, 21 september 1904 – Diemen, 7 april 1998) was een Nederlands voetballer en voetbalcoach.

## Biografie
Wim Hangard was de zoon van Johann Carl Hangard en Gesien Woldijk. Hij trouwde op 30 mei 1936 met Agnes Kühne en had drie kinderen.
Hij speelde van 1927 tot 1933 bij AFC Ajax als middenvelder. Van zijn debuut in het kampioenschap op 22 mei 1927 tegen Feyenoord tot zijn laatste wedstrijd op 3 december 1933 tegen Sparta speelde Hangard in totaal tien wedstrijden in het eerste elftal van Ajax.

## Statistieken
| Club  | Seizoen | Competitie | Competitie | Beker | Beker | Totaal | Totaal |
| Club  | Seizoen | Wed.       | Dlp.       | Wed.  | Dlp.  | Wed.   | Dlp.   |
| ----- | ------- | ---------- | ---------- | ----- | ----- | ------ | ------ |
| Ajax  | 1926/27 | 1          | 0          | 0     | 0     | 1      | 0      |
| Ajax  | 1928/29 | 2          | 0          | -     | -     | 2      | 0      |
| Ajax  | 1929/30 | 0          | 0          | 1*    | 0     | 1      | 0      |
| Ajax  | 1932/33 | 1          | 0          | -     | -     | 1      | 0      |
| Ajax  | 1933/34 | 6          | 0          | -     | -     | 6      | 0      |
| Total | Total   | 10         | 0          | 1     | 0     | 11     | 0      |

- Alleen gegevens over het aantal competitieduels zijn bekend